# 요한 뉘고르스볼

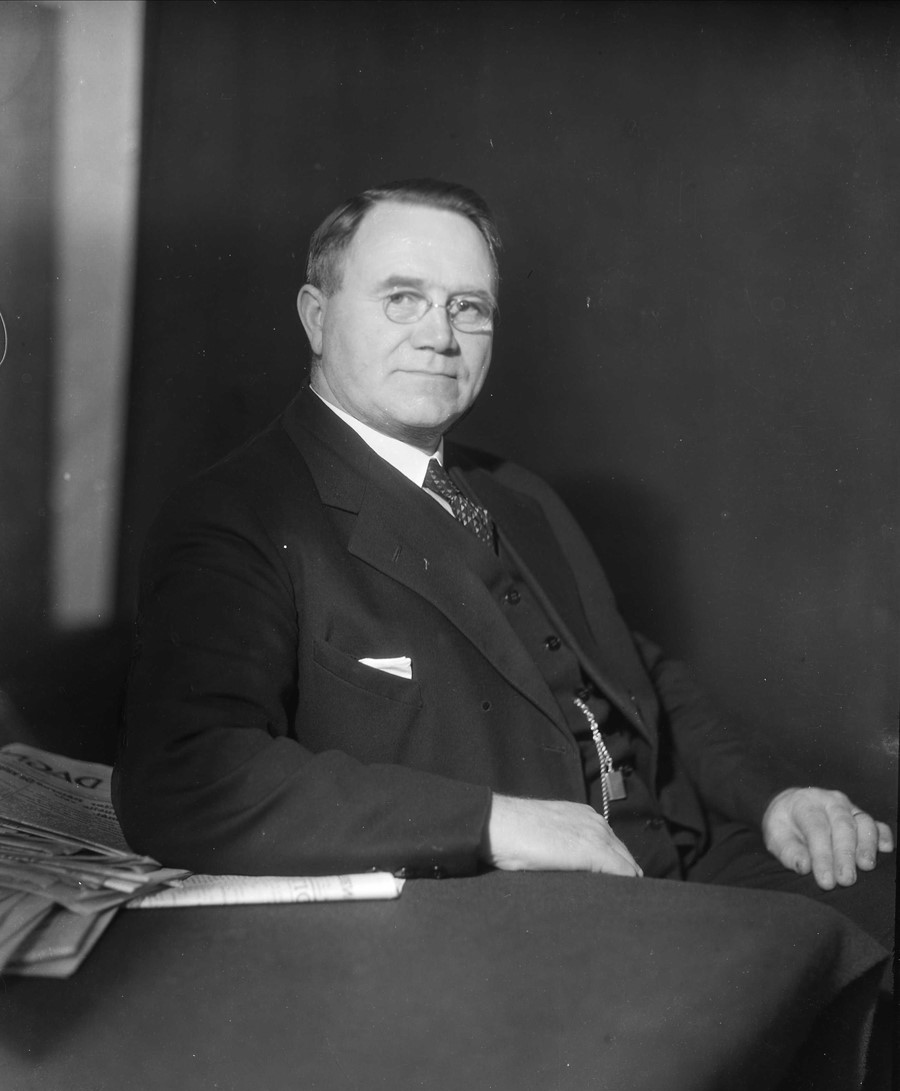
요한 뉘고르스볼

요한 뉘고르스볼(노르웨이어: Johan Nygaardsvold, 1879년 9월 6일 쇠르트뢰넬라그주 말비크 ~ 1952년 3월 13일 쇠르트뢰넬라그 주 트론헤임)은 노르웨이의 정치인이다. 소속 정당은 노동당이다.

## 생애
쇠르트뢰넬라그주 말비크에 위치한 홈멜비크(Hommelvik)에서 소작농의 아들로 태어났다. 노동자 연합에서 활동하던 아버지의 영향을 받았고 12세 시절에는 방앗간 노동자로 일하게 된다.
1902년 캐나다로 이주한 뒤부터 노동 운동에 참여했으며 미국에서는 세계산업노동자연맹 선전원으로 활동했다. 1907년에는 노르웨이로 귀국했고 1910년에는 노동당 교육 위원으로 선출되었다. 1916년부터 1949년까지 노르웨이 의회 의원을 역임했고 1920년부터 1922년까지 말비크 시장을 역임했다.
1934년 1월 11일부터 1935년 3월 20일까지 노르웨이 의회 의장을 역임했으며 1935년 3월 20일에는 노르웨이의 총리로 취임했다. 제2차 세계 대전이 진행 중이던 1940년 4월 9일에는 나치 독일이 노르웨이를 침공하면서 내각 구성원들과 함께 영국 런던으로 망명했고 런던 주재 노르웨이 망명 정부의 총리를 역임했다. 1945년 5월 31일에는 내각 구성원들과 함께 노르웨이로 귀환했고 1945년 6월 25일에는 노르웨이의 총리 자리에서 물러났다.

## 같이 보기
- 뉘고르스볼 내각